# Tygrys (wiersz)

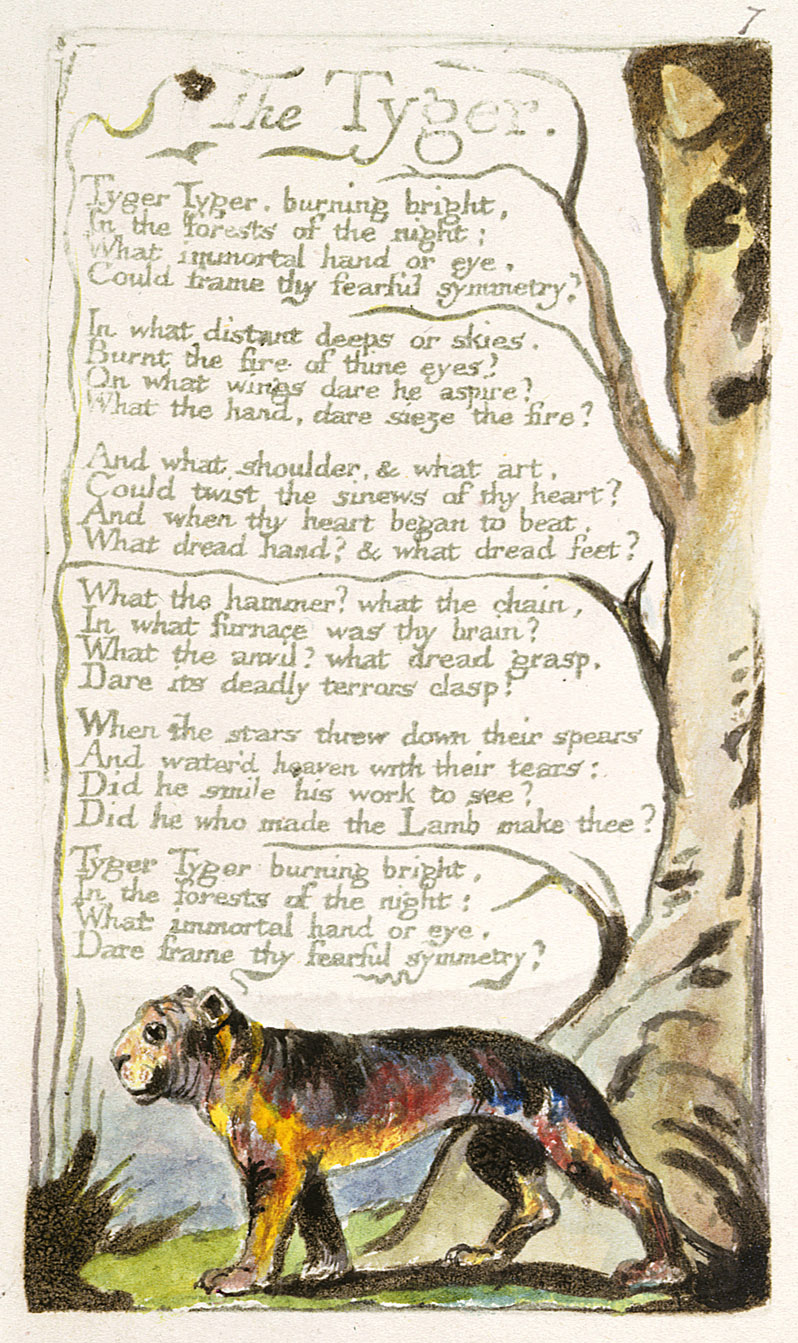
Odbitka strony z Songs of Experience sporządzona przez William Blake’a ok. 1795 roku (w zbiorach British Museum)

„Tygrys” (ang. „The Tyger”) – wiersz Williama Blake’a opublikowany po raz pierwszy w 1794 roku w zbiorze zatytułowanym „Pieśni doświadczenia”. Jest to jeden z najczęściej przedrukowywanych wierszy anglojęzycznych wszystkich czasów.

## Treść
Wiersz jest rozbudowaną apostrofą do tytułowego tygrysa, stanowiącego uosobienie zła, które zarazem przeraża i fascynuje człowieka. Wiersz dotyka problemu teodycei, czyli pytania o niezrozumiałe pochodzenie zła wobec wszechmocy i nieskończonej dobroci Boga. Kluczowe jest sformułowanie Did He who made the Lamb make thee? (Czy Ten, kto stworzył Baranka, stworzył i ciebie?).

## Forma
Utwór jest napisany trocheicznym czterostopowcem, ułożonym w strofy czterowersowe, rymowane parzyście aabb. Ważną rolę odgrywa dobitna aliteracja:
Tyger! Tyger! burning bright
In the forests of the night,
What immortal hand or eye
Could frame thy fearful symmetry?

## Polskie przekłady
Tygrys Blake’a należy do najczęściej tłumaczonych wierszy. Na język polski przekładali go między innymi Jerzy Pietrkiewicz i Stanisław Barańczak, jak też Maciej Froński, Krzysztof Puławski i Jolanta Kozak.

## Nawiązania
- Wiersz dwukrotnie cytowano w odcinku 42. serialu Batman z 1992 r. Jego tytuł to Tyger, Tyger.
- Fragmenty wiersza - z tygrysem zamienionym na pająka - zostały wplecione w narrację historii Torment autorstwa Todda McFarlane'a opublikowaną w komiksie Spider-man #1-5.
- Wiersz ten był też głównym wątkiem serialu Mentalista (ang. The Mentalist). Posługiwał się nim seryjny morderca o pseudonimie Red John.
- Wiersz stanowi tekst tytułowego utworu z płyty "Tyger" zespołu Tangerine Dream
- Wykorzystany również w filmie Joueuse (QUEEN TO PLAY)